# 井上徳治郎
井上 徳治郎（いのうえ とくじろう、1876年6月 - 没年不明）は、澁澤倉庫取締役。麻布銀行、武蔵銀行協議役。

## 来歴
岩手県人井上覚兵衛の長男として1876年6月に生まれ、1903年に家督を相続する。1897年、東京高等師範学校（現・一橋大学）を卒業後、第一銀行に入行。銀行時代は、本店及び神戸、名古屋、兵庫、四日市各支店を歴任し、営業部次長より兜町支店長に転じ退任する。退任後は、澁澤倉庫取締役、麻布銀行、武蔵銀行協議役を務めた。

## 家族
- 妻・タケ（1878年6月 - 没年不明） 秋田、瀬川徳助妹。
- 長男・正一（1902年1月 - 没年不明）東京貯蓄銀行員、慶應義塾大学出身。